# Òscar de Suècia
El príncep Oscar de Suècia, duc de Skåne (Oscar Carl Olof, Estocolm, 2 de març de 2016) és el fill menor i únic nen de la Princesa Victòria de Suècia i el seu marit, el Príncep Daniel. És el quart net del rei Carl XVI Gustaf i la reina Silvia. És tercer en la línia de successió al tron suec, després de la seva mare i la seva germana, la princesa Estela.
El príncep Oscar va néixer el 2 de març de 2016 a l'Hospital Universitari Karolinska de Solna a les 20:28 hora local. El seu naixement va ser rebut per 21 salutacions de canó a l'illa de Skeppsholmen, enfront del palau d'Estocolm. Els seus noms i títol van ser anunciats l'endemà pel seu avi matern, el Rei. Skåne és el ducat titular més meridional de Suècia i és conegut històricament com a Scania. Hi ha hagut dos ducs anteriors de Scania a la Casa de Bernadotte, tots dos van esdevenir reis: Charles XV i Gustaf VI Adolf.
El 3 de març de 2016 es va celebrar a la Capella Reial del palau un servei d'acció de gràcies Te Deum per celebrar el seu naixement.
El príncep Oscar va ser batejat el 27 de maig de 2016 a la Capella Reial del Palau d'Estocolm. Els seus padrins són el Príncep hereu Frederik de Dinamarca; la princesa Mette-Marit de Noruega; la seva tia materna, la princesa Madeleine de Suècia; el cosí de la seva mare, Oscar Magnuson; i el cosí del seu pare, Hans Åström. Va ser batejat amb el vestit de bateig de la família que va ser usat per primera vegada pel príncep Gustaf Adolf quan va ser batejat el 1906. El seu nom i data de bateig es van afegir al brodat al vestit.